# 毛鱗魚
毛鱗魚（Mallotus villosus），胡瓜魚目胡瓜魚科的其中一種，與柳葉魚同為常見的多春鱼。毛鱗魚是在大西洋和北冰洋出現的小型被捕食魚類。在夏季在冰架的邊緣密集成群的吃浮游生物。更大的毛鱗魚也吃大量的磷蝦和其他甲殼類動物。特別是在毛鱗魚的產卵季節，它向南洄游時，鯨魚，海豹，鱈魚，魷魚，鯖魚，白鯨和海鳥都捕食毛鱗魚。毛鱗魚在2-6歲時產卵於海灘沙底，此时其具有極高的死亡率，雄性接近100％。雄魚達到20厘米長，而雌魚則達25厘米長。他們背側橄欖色，兩側遮光銀色。華人地區常吃的喜相逢即為此魚，而非柳葉魚，因是源自毛鱗魚日文樺太柳葉魚的誤用。
其种加词“villosus”意为“被毛的”。

## 分布

冰島毛鱗魚的洄遊
綠色：成年的進食區
藍色：幼魚分佈
綠色箭頭：進食洄遊(去)
藍色箭頭：進食洄遊(回)
紅色和紅色箭頭：產卵洄遊，主要產卵場和幼魚漂流路線

本魚分布北太平洋、北大西洋及北極海之溫寒帶海域。

## 特徵
本魚體修长，下頷明顯突出於上頷。側線鱗片170至220枚，背鰭軟條10至14枚，臀鰭鰭條17至24枚。脂鰭延長而成長方形，長度可達背鰭長之1/2。雄魚臀鰭稍呈弧形。體側有二條稜狀突帶，一條由鰓孔至尾柄，另一條則是由胸鰭至腹鰭，並延長至臀鰭。體背側暗褐色，腹面銀白色。鰓蓋上常散布一些黑色小斑點。體長可達25公分。

## 生態
本魚為溫寒帶海域沿岸表層洄游性魚類，春至秋季，成魚即游至沿岸沙質或圓石海灘，進行產卵。常群體活動，屬肉食性，以浮游動物、小魚及其他小型無脊椎動物為食。

## 經濟利用

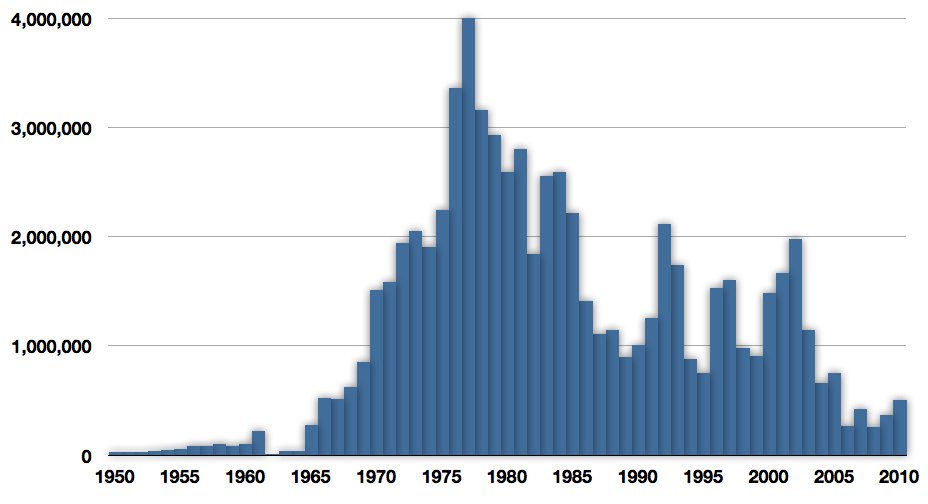
1950-2010年全球捕獲毛鱗魚,噸。(糧農組織)

為重要的經濟魚類，主要以圍網捕獲，在加拿大、挪威每年產量約50萬噸。通常製成乾製品，再行燒烤食用。以食用抱卵之母魚為主。